# Oenospila gemmans
Oenospila gemmans är en fjärilsart som beskrevs av Louis Beethoven Prout 1935. Oenospila gemmans ingår i släktet Oenospila och familjen mätare. Inga underarter finns listade i Catalogue of Life.